# William Randal Cremer

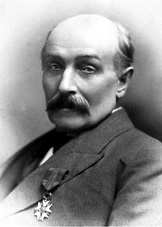
Sir William Randal Cremer

Sir William Randal Cremer (18.3.1828 – 22.7.1908) thường được biết đến dưới tên đệm "Randal", là một Nghị sĩ Hạ nghị viện Vương quốc Anh, một đảng viên đảng Tự do (Anh) và người theo chủ nghĩa Hòa bình.
Cremer được bầu làm thư ký Hiệp hội các người lao động quốc tế (International Workingmen's Association) tức Quốc tế Cộng sản I năm 1865, nhưng từ chức 2 năm sau.
Ông là đảng viên đảng Tự do (Anh), được bầu vào Hạ nghị viện (Anh) ở khu vực bầu cử Haggerston quận Shoreditch vùng Hackney (ngoại ô London) từ năm 1885 tới 1895, rồi từ năm 1900 tới khi từ trần.
Cremer được thưởng giải Nobel Hòa bình năm 1903, là người đầu tiên đoạt giải một mình (các giải trước tặng cho 2 người), chủ yếu cho việc làm "trọng tài quốc tế" của ông, nhất là cho Hiệp ước trọng tài Anh-Mỹ (Anglo-American arbitration treaty) năm 1897. Ông là người đồng sáng lập Liên minh liên nghị viện (Inter-Parliamentary Union) và Liên đoàn Trọng tài quốc tế (International Arbitration League).
Ông cũng được thưởng huân chương Bắc đẩu bội tinh của Pháp, huân chương hiệp sĩ thánh Olav của Na Uy và trở thành hiệp sĩ (Na Uy) năm 1907.
Có một trường tiểu học ở Haggerston, Hackney (London) đặt theo tên Randal Cremer để biết ơn mọi việc làm vất vả và kiên trì của ông cho khu vực này.